# Switsbake
Switsbake Int AB, tidigare Upplandskubben AB, är ett svenskt bageriföretag med huvudkontor i Malmköping.
Switsbake är dotterbolag till danska Givesco Bakery A/S, som också äger bland annat Almondy AB i Göteborg sedan 2015.
Switsbake har också Hägges bageri i Själevad och hade tidigare en filial i Mantorp.